# Плејн Дилинг (Луизијана)
Плејн Дилинг (енгл. Plain Dealing) град је у америчкој савезној држави Луизијана.

## Демографија
По попису из 2010. године број становника је 1.015, што је 56 (-5,2%) становника мање него 2000. године.
| Група             | 2000.       | 2010.       |
| Белци             | 587 (54,8%) | 527 (51,9%) |
| Афроамериканци    | 457 (42,7%) | 459 (45,2%) |
| Азијати           | 1 (0,1%)    | 0 (0,0%)    |
| Хиспаноамериканци | 5 (0,5%)    | 8 (0,8%)    |
| Укупно            | 1.071       | 1.015       |